# Bazart
Bazart est un groupe belge de rock indépendant, originaire de Gand, en Région flamande. Le style du groupe change au fil des années. Ils se popularisent grâce à des textes accrocheurs accompagnés de rythmes techno un peu plus durs.

## Histoire
Bazart se forme à Gand en 2012 à l'initiative du chanteur Mathieu Terryn et du guitariste Simon Nuytten. Le claviériste Oliver Symons rejoint ensuite le groupe. La même année, l'EP Meer dan ooit sort.
Le 12 juin 2015, le premier single officiel du groupe, Tunnels, sort. Le 2 octobre de la même année, le deuxième single Goud sort. Les deux singles sont inclus avec deux autres titres sur l'EP Bazart, sort le 13 novembre 2015. Le succès commercial du groupe n'arrive que l'année suivante, avec l'entrée de Goud dans l'Ultratop 50 Singles de Flandre. Le single reste dans le top 10 du Vlaamse Ultratop 50 pendant 45 semaines consécutives, établissant ainsi un nouveau record. À la suite de l'exposition médiatique considérable dont le groupe fait l'objet, Bazart donne un concert à guichets fermés à l'Ancienne Belgique à Bruxelles en mai 2016.
Le 24 juin 2016 sort le troisième single Chaos Durant l'été, ils se produisent au Rock Werchter et au Pinkpop. Le 28 septembre 2016 sort le premier album de Bazart, Echo, qui débute à la première place du classement Ultratop 200 Albums en Flandre, ce qui n'était jamais arrivé auparavant à un artiste ou un groupe belge. Le groupe présente le disque lors de deux concerts à guichets fermés à l'Ancienne Belgique. Le 9 décembre 2016, les singles Goud et Chaos sont respectivement certifiés disques de platine et d'or en Belgique.
En février 2017, Bazart est nommé dans sept catégories aux Music Industry Awards, les plus importants prix musicaux en Belgique, et en remporte cinq. En avril de la même année, le groupe joue pour la première fois en tant qu'artiste principal à la Lotto Arena. Pendant l'été, ils jouent dans plusieurs festivals en Belgique et aux Pays-Bas tels que Rock Werchter et Suikerrock. La même année, Bazart reçoit une nomination aux MTV Europe Music Awards dans la catégorie « meilleur groupe belge ».
Le 21 septembre 2018 sort leur deuxième album studio 2, anticipé par le single Grip (omarm me) Cet album débute également en tête de l'Ultratop 200 Albums. En 2019, Bazart revient jouer au Pinkpop, sur la scène principale.
Le 4 juin 2021 sort le troisième album studio Onderweg, précédé des singles Alles of niets, Denk maar niet aan morgen et Anders. L'album débute à la troisième place du classement Ultratop 200 Albums. Le 1er octobre 2021 sort le single Onderweg, dans une version différente de celle figurant sur l'album homonyme, avec l'auteure-compositrice-interprète S10. Cette collaboration naît de messages d'estime mutuelle échangés sur Instagram entre le groupe et l'artiste néerlandais.
Le 30 septembre 2022, le single Van God los sort. 

## Discographie

### Albums studio
- 2016 : Echo
- 2018 : 2
- 2021 : Onderweg

### EP
- 2012 : Meer dan ooit
- 2015 : Bazart

### Singles
- 2015 : Tunnels
- 2015 : Goud
- 2016 : Chaos
- 2016 : Nacht
- 2017 : Lux
- 2017 : Voodoo (The Subs remix)
- 2018 : Grip (omarm me)
- 2018 : Onder ons (feat. Eefje de Visser)
- 2019 : Maanlicht
- 2020 : Alles of niets
- 2020 : Denk maar niet aan morgen
- 2021 : Anders
- 2021 : Onderweg (feat. S10)
- 2022 : Van God los